# Chorošëvskaja
Chorošёvskaja (in russo Хорошёвская?) è una stazione della metropolitana di Mosca situata sulla linea Bol'šaja kol'cevaja. Inaugurata il 26 febbraio 2018, la stazione è situata nel quartiere di Chorošëvskij, a poca distanza dalla stazione di Poležaevskaja lungo la linea 7 e la stazione di Chorošyovo, posta lungo la linea 14.